# Mai 1970

## Évènements

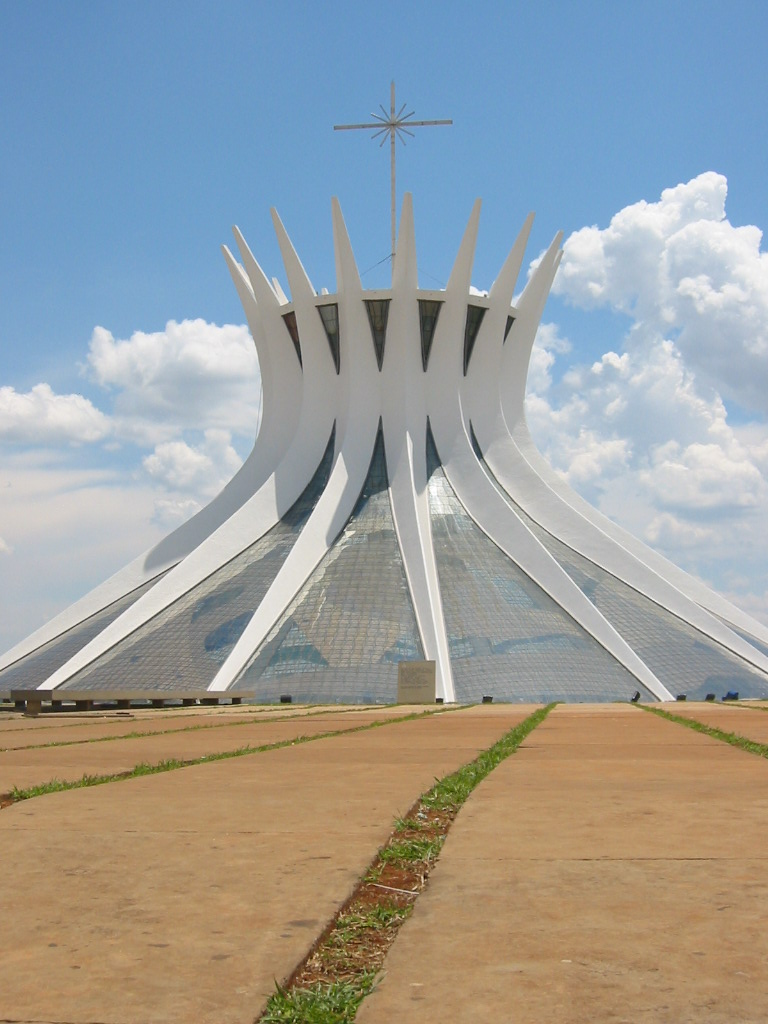
Cathédrale de Brasília

- 3 mai : en Suisse, élections cantonales à Berne. Roberto Bauder (Parti radical-démocratique), Henri Huber (Parti Socialiste Suisse), Erwin Schneider (Parti Socialiste Suisse), Adolf Blaser (Parti Socialiste Suisse), Ernst Jaberg (Union démocratique du centre), Simon Kohler (Parti radical-démocratique), Ernst Blaser (Union démocratique du centre), Werner Martignoni (Union démocratique du centre) et Bernhard Müller (Union démocratique du centre) sont élus au Conseil d’Etat lors du 1er tour de scrutin.

- 4 mai : meurtre de quatre étudiants par la garde nationale de l’Ohio lors d’une manifestation contre la guerre du Viêt Nam sur le campus de Kent State University. Les étudiants de 400 universités et collèges se mettent en grève.

- 5 mai :
  - René Lévesque annonce qu'il conserve la présidence du Parti québécois. Il confie à Camille Laurin le rôle de chef du parti en Chambre et à Robert Burns celui de leader.
  - En Suisse, début officiel des travaux de percement du tunnel routier du Saint-Gothard.

- 6 mai : le Feyenoord Rotterdam remporte la Coupe d'Europe des clubs champions en battant en finale le club écossais du Celtic Glasgow. C'est la première fois qu'un club néerlandais remporte le trophée.

- 8 mai : à Paris, attaque du magasin Fauchon par un commando maoïste.

- 10 mai (Formule 1) : Grand Prix automobile de Monaco.

- 12 mai :
  - Montréal est retenue comme site des Jeux olympiques de 1976[1].
  - Le gouvernement Bourassa est assermenté au Québec : Robert Bourassa conserve le poste de ministre des Finances. Ses principaux ministres sont Pierre Laporte (Travail et Immigration), Claude Castonguay (Santé et Famille et Bien-être), Jérôme Choquette (Justice et Institutions financières), Gérard D. Lévesque (Affaires intergouvernementales) et Guy Saint-Pierre (Éducation)[2].
  - En Suisse, inauguration de la Centrale nucléaire de Beznau.
- 13 mai : les Bisons de Buffalo remportèrent leur cinquième coupe Calder.
- 14 mai : le Parlement italien approuve le « Statut des travailleurs (it) ».
- 17 mai: l'équipe de La Voulte remporte le Championnat de France de rugby à XV de première division 1969-1970 après avoir battu l'AS Montferrand en finale.
- 19 mai : en France, début du magazine télévisé Aujourd'hui Madame destiné aux femmes au foyer.
- 21 mai : première au Québec du film Deux femmes en or, réalisé par Claude Fournier et mettant en vedette Monique Mercure et Louise Turcot[3].
- 27 - 28 mai : vive agitation au Quartier latin de Paris.
- 29 mai :
  - En Argentine, des Montoneros (péronistes) enlèvent l’ancien président Aramburu, qui avait renversé Juan Perón en 1955 puis l'exécutent le 1er juin après l’avoir traduit devant un tribunal révolutionnaire. Une guérilla urbaine apparait autour de deux pôles : l’Armée révolutionnaire du peuple (Ejército Revolucionario del Pueblo, EPR), de tendance trotskiste, et les Montoneros, péronistes[4].
  - Sirimavo Bandaranaike prend la tête d’un gouvernement radical à Ceylan (fin en 1977).
- 31 mai :
  - consécration de la cathédrale de Brasília dessinée par Oscar Niemeyer.
  - En finale de la Coupe de France de football, au Stade olympique Yves-du-Manoir de Colombes, l'AS Saint-Étienne s'impose sur le large score de 5-0 face au Football Club de Nantes. Il s'agit de la troisième Coupe de France gagnée par les "Verts".
  - Début de la Coupe du monde de football qui se déroule au Mexique. En match d'ouverture, le Mexique et l'Union soviétique se neutralisent (score : 0-0).
  - Un tremblement de terre de magnitude 7,9 fait entre 50 000 et 70 000 victimes à Ancash au Pérou.
  - Le FC Bâle s’adjuge, pour la quatrième fois de son histoire, le titre de champion de Suisse de football.

## Naissances
- 2 mai : Olivier Bleys, écrivain français.
- 3 mai : Marie-Soleil Tougas, comédienne québécoise.
- 4 mai : Karla Homolka, criminelle canadienne et femme de Paul Bernardo.
- 5 mai : Guillaume Connesson, compositeur français.
- 8 mai : Naomi Klein, journaliste et militante canadienne
- 10 mai : Pepín Liria (José Liria Fernández), matador espagnol.
- 11 mai : Mario Reiter, skieur alpin autrichien
- 12 mai : Mike Weir, golfeur canadien.
- 15 mai :
  - Frank de Boer, footballeur néerlandais.
  - Ronald de Boer, footballeur néerlandais.
- 16 mai : Gabriela Sabatini, joueuse de tennis argentine
- 17 mai : Renzo Furlan, joueur italien de tennis.
- 18 mai : Takeaki Tsuchiya, cavalier japonais de concours complet.
- 19 mai :
  - K.J. Choi, golfeur sud-coréen.
  - Mario Dumont, politicien et animateur de télévision canadien.
- 21 mai :
- Astrid Kumbernuss, athlète allemande
- Taylor Sheridan, acteur, scénariste et réalisateur américain
- 22 mai : Naomi Campbell, mannequin et actrice britannique.
- 27 mai : 
  - Jérôme Robart, acteur français, interprète de Nicolas Le Floch.
  - Joseph Fiennes, acteur britannique.
  - Jitesh Gadhia – pair, banquier et homme politique britannique.
  - Melissa Hortman, personnalité politique américaine († 14 juin 2025).

## Décès
- 23 mai :
  - René Capitant, juriste français (° 19 août 1901)
  - Hans Streuli ancien conseiller fédéral suisse (° 13 juillet 1892)
- 28 mai : Iuliu Hossu, politique roumain, évêque de Gherla (° 30 janvier 1885).
- 29 mai : Jaroslav Černý, égyptologue tchèque (° 1898).
- 31 mai : Terry Sawchuk, gardien de but de hockey canadien (° 28 décembre 1929).